# Herman Ledeganck
Herman Ledegank né à Zomergem en Flandre-Orientale le 2 février 1841 et décédé à Tunis le 17 novembre 1908, est un diplomate belge devenu vice-gouverneur de l'État indépendant du Congo du 31 janvier 1888 au 1er janvier 1889. 

## Biographie
Herman Ledeganck  né à Zomergem en Flandre-Orientale le 2 février 1841 est le fils de Charles Louis Ledeganck, avocat et poète belge d'expression flamande, et de Virginie Dehoon. Le 6 mai 1865, il épouse à Gand Stéphanie Versluys qui lui donne huit enfants. Il se remarie avec Martha Laizenberg qui lui donne encore deux enfants.
Il fait ses études secondaires à l'Athénée royal de Gand.
Il fait ensuite carrière dans la diplomatie. Jusqu'en avril 1888, il est consul de Belgique à Semarang en Indonésie puis est nommé consul de Belgique à Cologne en Allemagne.
Herman Ledeganck est encore consul général de Belgique à Cologne, quand le roi Léopold II le nomme vice-gouverneur de l'État indépendant du Congo le 31 janvier 1888 puis fait fonction ad interim de gouverneur-général en l'absence du gouverneur-général Camille Janssen. Legedanck part de Lisbonne le 6 février 1888 pour l'État indépendant du Congo et arrive à Boma le 1er mars 1888. Il fait face à une tâche ardue pendant près d'un an pour organiser l'administration des immenses territoires. Le 1er février 1889, il offre sa démission et, le 17 avril 1889, il embarque à Banana pour arriver le 19 mai 1889 en Belgique. Henri Gondry prend sa relève à la tête du gouvernement de l'État indépendant du Congo. 
En 1890, il est nommé consul général de Belgique et chargé d'affaires à Caracas au Vénézuela, puis, en janvier 1896, à Bangkok au Siam et, en décembre 1899, ministre résident à Buenos-Aires pour l'Argentine, le Paraguay et l'Uruguay. En 1908, il est consul général à Tunis où il décède le 17 novembre 1908.

## Distinctions
- Commandeur de l'ordre de Léopold.
- Croix civique de 2ème classe.